# L'uomo invisibile (film 1933)
L'uomo invisibile (The Invisible Man) è un film del 1933 diretto da James Whale, tratto dall'omonimo romanzo fantascientifico di H.G. Wells.
Prodotto dalla Universal Pictures, è considerato uno dei grandi film del ciclo dei "Mostri della Universal" degli anni trenta; diede origine a vari seguiti e molti altri film trassero spunto dal personaggio.
Narra di uno scienziato che, esaltato dalla scoperta dell'invisibilità, viene colto da manie di onnipotenza e inizia a commettere vari omicidi.

## Trama

L'uomo invisibile (l'attore Claude Rains) in una scena del film

Un misterioso individuo dal volto nascosto da bende e da un paio di occhiali da sole alloggia nella locanda del villaggio di Imping, nel Sussex e chiede di essere lasciato solo senza disturbi. Nei giorni seguenti l'uomo si rinchiude nella stanza a condurre strani esperimenti ed è molto scontroso con i locandieri quando gli portano i pasti o gli domandano di pagare l'affitto. La situazione presto degenera e l'uomo assale il locandiere quando prova a spostare le sue cose, quindi viene richiamato un poliziotto per cacciarlo via. Sotto gli sguardi increduli dei locandieri, dell'agente e di un gruppo di curiosi, l'uomo si rimuove gli occhiali e le bende rivelando di essere invisibile. L'uomo invisibile si sveste completamente e fugge nella campagna.
L'individuo invisibile è il dottor Jack Griffin, un chimico che ha scoperto il segreto dell'invisibilità mentre conduceva una serie di esperimenti facendo uso di una sostanza misteriosa chiamata Monocaina. Flora, la fidanzata di Griffin e figlia del suo collega dottor Cranley, è preoccupata dalla sua continua assenza prolungata. Cranley e il suo assistente Kemp ispezionano il laboratorio appartenuto a Griffin trovando solo una lista di elementi chimici e il dottore rimane scosso nel trovarci la Monocaina. Cranley spiega a Kemp che la Monocaina è una sostanza ricavata da un fiore indiano che decolora completamente qualsiasi tessuto. Dopo essersi rivelata un pessimo candeggiante, gli scienziati sperimentarono la Monocaina iniettandola ad un cane, che divenne completamente bianco prima di impazzire del tutto.
Di notte, Griffin ritorna dai suoi conoscenti e si intrufola nella casa di Kemp e, colto da manie di onnipotenza, lo costringe ad aiutarlo nel suo piano per conquistare il mondo sfruttando la sua invisibilità per uccidere persone importanti e innocenti per far strisciare la gente ai suoi piedi. Con l'aiuto di Kemp, Griffin ritorna alla locanda a Imping per recuperare gli appunti sui suoi ultimi esperimenti che aveva lasciato indietro quando era scappato. Prima di andarsene, Griffin nota una riunione dei carabinieri locali, condotta da un ufficiale convinto che la storia dell'uomo invisibile sia una frottola. Questo manda su tutte le furie Griffin, che fa scappare i presenti spaventandoli per poi assassinare l'ufficiale strangolandolo.
Tornato a casa, Kemp non ne può più e telefona a Cranley per aiutarlo, poi contatta la polizia. Quando Cranley decide di andare ad incontrare Griffin, Flora riesce a persuaderlo di venire con lui. Nella presenza di Flora, Griffin si calma e le promette di trovare una soluzione per tornare visibile. Purtroppo quando Griffin scopre che Kemp lo ha tradito chiamando la polizia, è costretto a scappare e gli promette di ucciderlo la sera seguente alle dieci in punto. Griffin sfugge ai poliziotti e poi commette una serie di omicidi; spinge due volontari che lo stavano cercando in un burrone, causa un terribile disastro ferroviario manipolando le rotaie della stazione ferroviaria e rapina una banca per poi spargere i soldi per le vie della città.
Sul far della sera, la polizia escogita delle trappole alla casa di Kemp per riuscire ad individuare e catturare Griffin e consigliano a Kemp di allontanarsi dalla propria casa per stare al sicuro. Solo quando arriva fuori città, Griffin rivela a Kemp di essersi nascosto in macchina e dopo averlo legato, lo uccide brutalmente lasciando che l'auto precipiti in un dirupo e prenda fuoco dopo lo schianto. Non molto tempo dopo, però, si scatena una fitta nevicata e Griffin è costretto a nascondersi nel fienile di una fattoria. Il contadino ode il russare di Griffin e la paglia che si muove sotto il suo corpo invisibile, quindi contatta la polizia. Gli agenti circondano il fienile e lo incendiano, costringendo Griffin ad uscire. Non appena gli agenti vedono le impronte dei suoi piedi sulla neve, aprono il fuoco e lo colpiscono a morte.
Condotto in un ospedale, Griffin si confida con Flora sul suo letto di morte, ammettendo di avere commesso l'errore di occuparsi di cose che l'uomo dovrebbe lasciare stare. Dopo essere spirato, il corpo di Griffin comincia a diventare visibile.

## Produzione

### Cast

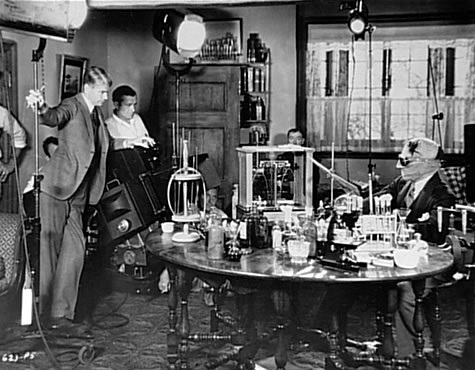
James Whale sul set de L'uomo invisibile

Claude Rains impersona l'uomo invisibile (dott. Jack Griffin) e la sua faccia appare solo in una breve sequenza finale. Rains, attore teatrale britannico scovato da James Whale, pur recitando durante tutto il film senza mai far veder il suo volto, con le movenze e con la voce caratterizza alla perfezione il "mad doctor". Il film costituì il trampolino per la carriera dell'attore. Per il ruolo principale era stato chiamato in precedenza Boris Karloff, che aveva rifiutato quando la Universal aveva già pronte le locandine promozionali col suo nome.
L'eroina è Gloria Stuart, che 64 anni dopo sarà candidata all'Oscar per Titanic (1997).
Nel cast figurano caratteristi di notevole spessore, tra cui Una O'Connor (la governante di Olivia de Havilland ne La leggenda di Robin Hood con Errol Flynn), Henry Travers (l'angelo custode di James Stewart ne La vita è meravigliosa) e due attori che avrebbero conosciuto una lunga e fortunata carriera, John Carradine e Walter Brennan (tre Oscar al miglior attore non protagonista).

### Effetti speciali
Gli effetti dell'invisibilità sono stati ottenuti da John P. Fulton, John J. Mescall e Frank D. Williams. Il trucco cinematografico consisteva nel far indossare a Rains una tuta di velluto nero che ne copriva tutto il corpo, incluso il volto, e riprendere l'attore su uno sfondo nero. Dopo veniva ripreso il set senza Rains, quindi le due riprese venivano combinate grazie all'utilizzo del matte painting. Per coprire il volto (rendendo cieco l'attore) era utilizzato un particolare elmetto, che permetteva all'attore di respirare attraverso tubi infilati lungo le gambe, nascosti sotto i pantaloni. Rains, che soffriva di claustrofobia, faticava a respirare nella tuta utilizzata per le riprese e pertanto al suo posto venne spesso usato uno stuntman, che era un po' più basso di lui. Il makeup è di Jack Pierce.
Per rendere l'effetto delle orme sulla neve provocate da piedi invisibili, invece, Fulton realizzò delle porzioni del pavimento dello studio a forma di piedi e abbassabili a comando, di modo che l'impressione di un essere invisibile che camminasse nella neve fosse realmente perfetta.

## Riconoscimenti
Nel 2008 è stato scelto per essere conservato nel National Film Registry della Biblioteca del Congresso degli Stati Uniti.

## Accoglienza
(Fantafilm)
Il film andò molto bene al botteghino, e divenne il film horror più di successo della Universal dopo Frankenstein.
Mordaunt Hall del The New York Times scrisse: "La storia possiede tali superbe potenzialità cinematografiche da far chiedere come mai Hollywood non lo abbia realizzato prima. Ora che è stato fatto, è un risultato notevole". Il film apparve inoltre nella lista del New York Times di fine anno relativa alle dieci migliori pellicole del 1933. Variety definì il film "qualcosa di nuovo e rinfrescante nel mondo del cinema" che "soddisferà appieno il pubblico" ma suggerì anche che alcune situazioni comiche nel film che suscitavano l'ilarità del pubblico, non fossero intenzionali.
Film Daily scrisse: "Soddisferà tutti quelli che amano il bizzarro nell'intrattenimento filmico". John Mosher del The New Yorker descrisse il film una "piccola facezia brillante" che "non è mai stata adeguatamente apprezzata".
Nonostante le buone recensioni, H. G. Wells, l'autore del libro dal quale era stato tratto il film, disse a una cena in suo onore che "sebbene il film gli fosse piaciuto, egli aveva trovato in esso un grosso difetto. Avevano preso il suo brillante scienziato e lo avevano reso un pazzo, una licenza che non poteva tollerare". Whale rispose che il film era indirizzato a un pubblico razionale di fruitori di cinema perché "nelle menti di persone razionali solo un pazzo avrebbe voluto rendersi invisibile". (Nel romanzo originale, lo scienziato è un amorale fin dall'inizio e non esita a derubare persino suo padre [che di conseguenza si suicida] per ottenere il denaro per i suoi esperimenti.) Nonostante le sue riserve, Wells elogiò la performance di Una O'Connor nel ruolo di Mrs. Hall.
James Whale, che in precedenza aveva diretto Frankenstein e la prima versione di La donna che non si deve amare, nel 1934 ricevette un premio speciale dalla Mostra internazionale del cinema di Venezia per il lavoro svolto in L'uomo invisibile. La carriera di Rains decollò dopo L'uomo invisibile, e in seguito l'attore partecipò ad altre produzione di successo della Universal come L'uomo lupo (1941) e Il fantasma dell'Opera (1943). Il film è stato inserito dall'American Film Institute nelle categorie AFI's 100 Years... 100 Thrills e AFI's 10 Top 10 (science fiction film), mentre il personaggio interpretato da Claude Rains è stato inserito nella lista AFI's 100 Years... 100 Heroes and Villains.

## Differenze con il romanzo
Sebbene la trama della storia e i nomi dei personaggi siano sostanzialmente gli stessi del romanzo dal quale il film è tratto, sussistono comunque delle differenze importanti. Il romanzo è ambientato negli anni novanta del XIX secolo, mentre il film si svolge nel 1933. Nel romanzo, Griffin (l'uomo invisibile) è un emarginato del quale non viene specificata la professione, senza fidanzata o amici; invece nel film è uno scienziato ed è legato ad una bellissima donna. Nel romanzo, Griffin è già praticamente pazzo anche prima di rendersi invisibile ed è motivato da una inesauribile sete di potere. Nel film, Griffin diventa pazzo a causa del siero che si inietta per diventare invisibile. Il Dr. Kemp sopravvive nel romanzo, mentre nel film viene ucciso da Griffin che si vendica del suo tradimento.

## Edizioni home video
Negli Stati Uniti The Invisible Man venne pubblicato in formato VHS nel 1992 come parte della "Classic Monster Collection" della Universal Studios. 

### Edizione italiana
Nell'edizione in DVD della Universal il doppiaggio italiano è completamente rifatto, così come nel Blu-ray Disc della stessa casa. Il doppiaggio italiano originale del 1935 non è stato ancora recuperato.

## Riferimenti in altri media
- Il videoclip ufficiale della canzone L'apparenza di Lucio Battisti trae numerose scene da questo film.
- Nel videogioco Peter Jackson's King Kong: The Official Game of the Movie, nel penultimo livello, si possono notare diversi poster del film tra le strade di New York.

## I film della serie
- L'uomo invisibile (The Invisible Man, 1933) di James Whale
- Il ritorno dell'uomo invisibile (The Invisible Man Returns, 1940) con Vincent Price
- La donna invisibile (The Invisible Woman, 1940) con John Barrymore
- Joe l'inafferrabile o L'agente invisibile (Invisible Agent, 1942)
- La rivincita dell'uomo invisibile (The Invisible Man's Revenge, 1944)

## Parodie
- Il cervello di Frankenstein (Abbott and Costello Meet Frankenstein, 1948), cameo sulla barca con voce di Vincent Price.
- Gianni e Pinotto contro l'uomo invisibile (Abbot and Costello Meet the Invisible Man, 1951)
- Donne amazzoni sulla Luna (Amazon Woman on the Moon, 1987) di Joe Dante. Lui crede di essere invisibile, ma non lo è.
- Avventure di un uomo invisibile (Memoirs of an Invisible Man, 1992) di John Carpenter. Alcune scene citano il film originale del 1933.